# Lokossa
Lokossa is een van de 77 gemeenten (communes) in Benin. De gemeente is de hoofdstad van het departement Mono en telt 104.961 inwoners (2013). De gemeente heeft een oppervlakte van 260 km² en is opgedeeld in vijf arrondissementen:
- Agamè
- Houin
- Koudo
- Lokossa
- Ouèdèmè

De landbouw is een belangrijke economische sector. In de gemeente zijn er grote plantages van oliepalmen. In Lokossa is er textielindustrie met de bedrijven Société des Industries Textiles du Bénin en Compagnie Béninoise de Textile. Er zijn ook grindgroeven.
In Lokossa is het Institut National des Sciences et Techniques Industrielles gevestigd. Er is ook het Musée Gnnonas Pédro.
De gemeente grenst in het westen aan Togo. In de gemeente liggen het meer Lac Doukon en het woud van Lonvodoh.

## Bevolking
In 2013 telde de gemeente 104.961 inwoners. De belangrijkste bevolkingsgroep vormen de Kotafon. Verder leven er Adja, Mina, Fon, Hausa, Yoruba en Sahwè.
De stad is sinds 1968 de zetel van het rooms-katholieke bisdom Lokossa. De zetelkerk is de kathedraal Saint-Pierre Claver.
Opm: Bevolkingscijfers in duizendtallen
Bron: Lokossa Commune in Benin; 1979-2013: volkstellingen
Bron: Institut National de la Statistique Benin; 2013: volkstelling

## Geschiedenis
Volgens de stichtingslegende zocht dorpshoofd Totoh van de Kotafon in de 18e eeuw een veilige thuis voor zijn volk dat erg te lijden had onder de slavenhandel van de Fon van Abomey. Volgens een orakel zou hij dat vinden onder een irokoboom. Hij zond drie gezanten uit, Kossou Agbon, Agbo-Doglo en Boko Satchi. Zij vonden in Lokossa drie irokobomen en Totoh leidde in 1724 zijn volk hierheen vanuit Toffo. De Kotafon domineerden de regio tot het begin van de Franse kolonisatie. Toch was er niet echt sprake van een koninkrijk.

## Geboren
- Gnonnas Pedro (?-2004), muzikant

## Afbeeldingen

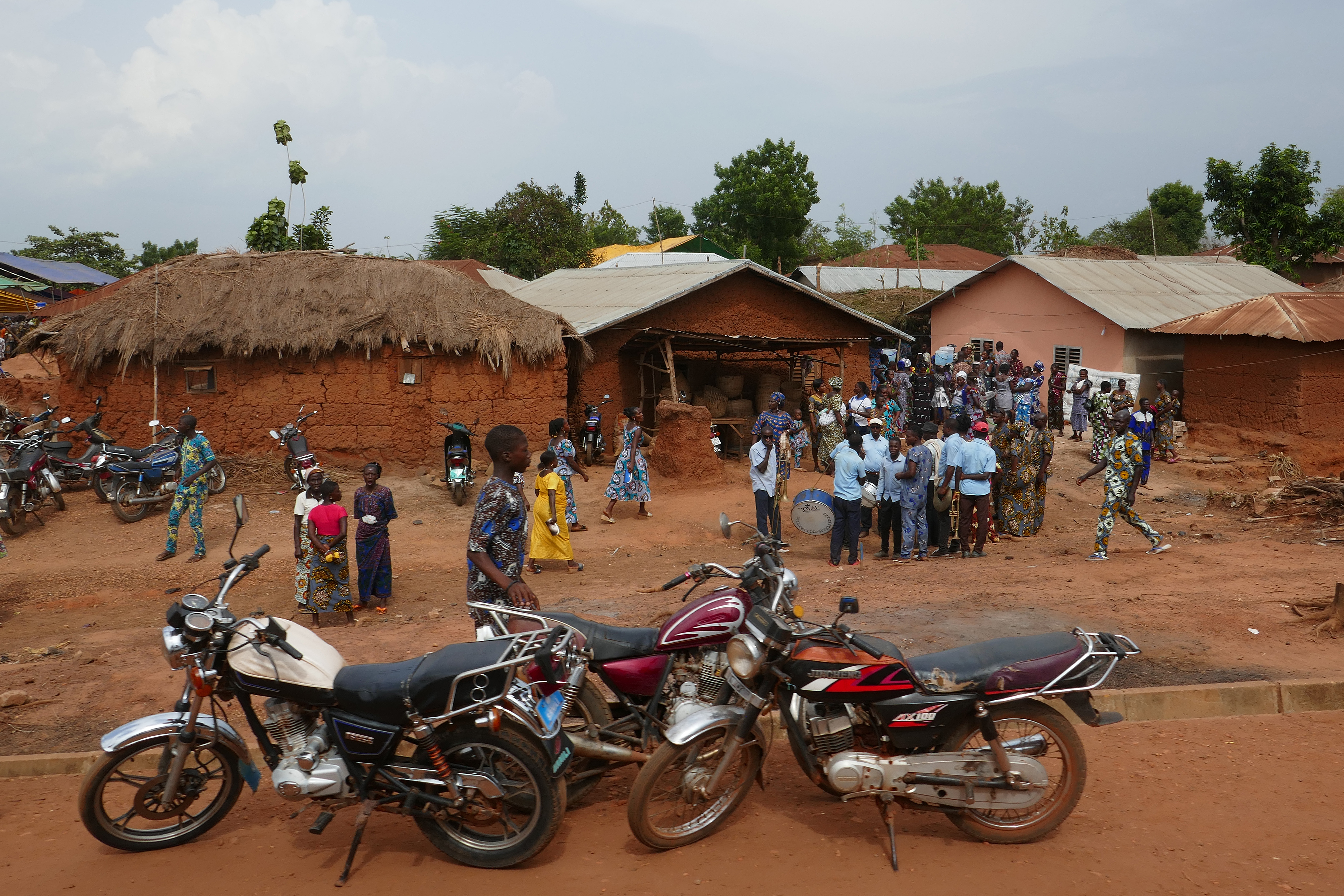
Straatbeeld in Lokossa

- Library of Congress Control Number: n85348536
- Nationale Bibliotheek van Israël: 987007562447805171
- Virtual International Authority File: 133767816